# 第3軍 (美國)
第三軍（英語：III Corps）是美国陸军四個現役軍之一，也是美國陸軍部隊司令部的主要編隊，駐紮德克薩斯州胡德堡，下轄許多成立已久的陸軍部隊：第1步兵師、第1騎兵師、第1裝甲師、第1醫療旅。
第一次世界大戰期間在法國成立，擊退德國的幾次大型攻勢後攻入德國。第二次世界大戰期間先是負責訓練陸軍部隊，後來前往歐洲作戰，在突出部之役解救被包圍的第101師，第三軍靠著出其不意的攻擊，獲得「幻影軍」的稱號。在冷戰時期，第三軍是美國陸軍的重要訓練單位，派遣許多部隊至海外作戰，但直到伊拉克自由行動之前，第三軍本身沒有進行任何戰鬥部署。
第三軍的任務是擔任美國的反擊部隊，與快速反應的第十八空降軍不同，作為美國地面作戰部隊的核心，第三軍掌管許多重型部隊，以執行常規進攻任務，被稱作「美國之錘」。

## 歷史

### 第一次世界大戰
第三軍於1918年5月16日在法國建立，是當時美國遠征軍旗下四個軍中的第三個，與法國第7軍團共同訓練美軍部隊。
1918年7月被派往維萊科特雷地區，準備投入第三次埃納河戰役，這是協約國在這一年首次大規模反攻。第三軍隸屬於法國第10軍團，行政指揮第1師和第2師。7月18日，第三軍作為法國第10軍團的前鋒進攻蘇瓦松以南的高地，切斷德國供應補給的鐵路線。雖然首日的進攻取得勝利，但次日德軍使用重武器削弱協約國軍的攻勢，協約國軍在傷亡慘重的情況下逼迫德軍撤退。7月31日，第三軍接替法國第38軍，指揮第3師、第28師、第32師。
1918年8月4日，這時候第三軍隸屬於法國第6軍團，準備參與第二次馬恩河戰役，目的是收回先前德軍取得的戰果，第三軍任務是率領第28師、第32師以及法國第4師跨越韋勒河建立橋頭堡。8月7日，第三軍佔領香檳的一個防禦區，8日，第三軍停止進攻並鞏固陣地，10日恢復進攻，沿著韋勒河前進。第三軍在8月4日至17日的行動中獲得「埃納-馬恩河」以及「香檳 1918」兩條參戰飄帶。第三軍在9月4日確實越過韋勒河並追擊德軍，7日開始改組以建立美國第一軍團，第三軍在8月18至9月9日的行動中獲得「瓦茲-馬恩河」參戰飄帶。

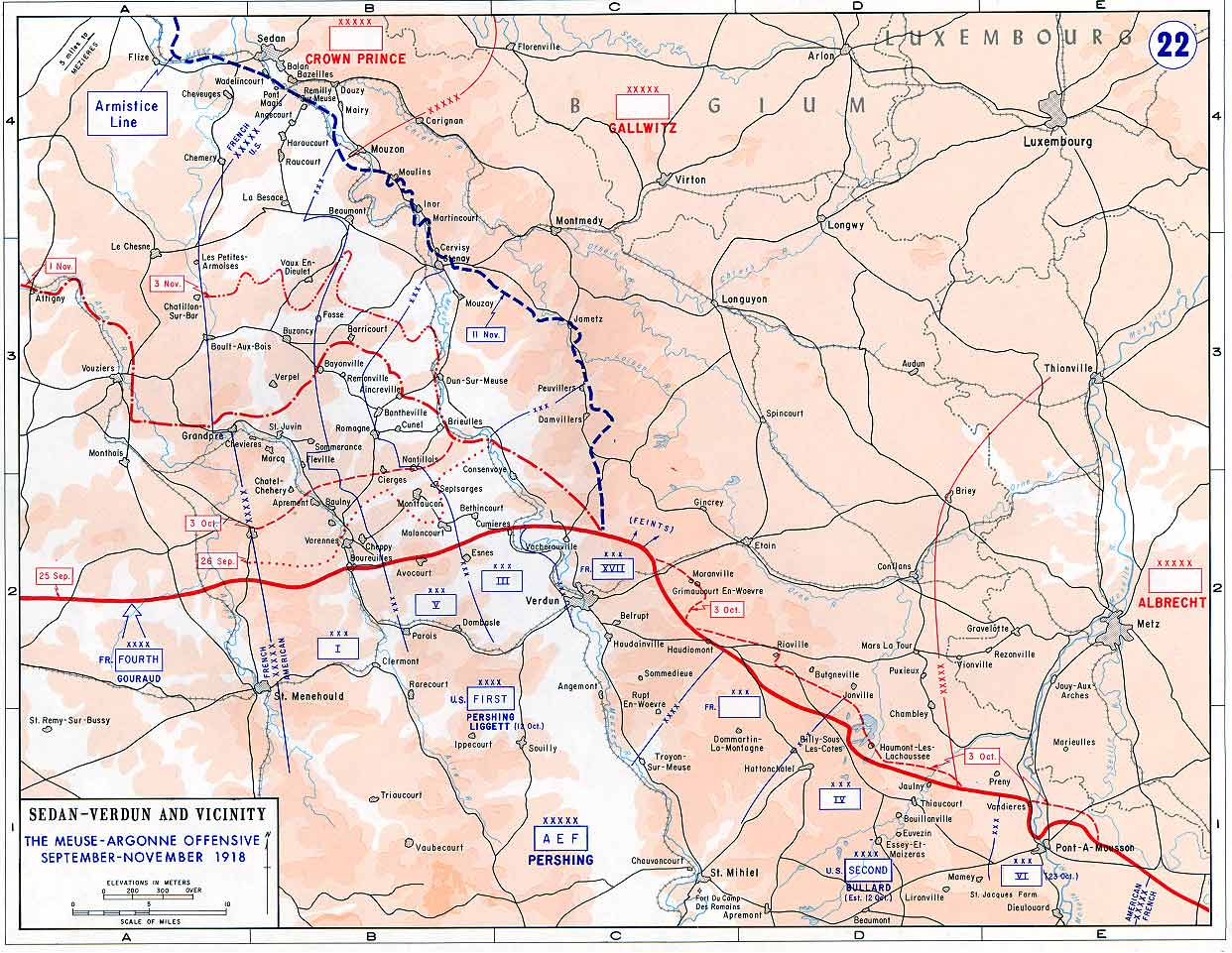
默茲-阿戈訥戰役地圖。

9月15日在洛林附近的防守陣地就位之後，與第一軍、第五軍組建美國第一軍團，準備投入默茲-阿戈訥攻勢。第三軍負責保護第一軍團右翼，指揮13個美國師，每個師約有30,000人，外加龐大的支援或非建制部隊，例如先鋒步兵團、航空中隊、移動鴿舍，另外還有數千名法國軍隊。第三軍從默茲河攻入阿戈訥森林，向蒙福孔達戈訥、屈內勒、羅馬涅蘇蒙福孔推進，第三軍連續作戰47天，最終突破德軍四道防線中的最後一道，渡過默茲河，繼續前進直到第一次世界大戰結束，第三軍在這段期間獲得「默茲-阿戈訥」以及「洛林 1918」兩條參戰飄帶。
第三軍的臂章在1918年12月3日由美國遠征軍透過電報批准，但直到1922年才獲得美軍官方承認。第三軍在德國停留數個月後返回美國本土，1919年8月9日在俄亥俄州謝爾曼營復員。

### 第二次世界大戰
1927年8月15日，第二十二軍成立，10月13日改變番號為第三軍。1940年12月18日在加州蒙特雷要塞啟用，防衛美國西岸免於日本威脅，尤其是加州地區。1942年初，第三軍到喬治亞州麥克弗森堡訓練，1944年1月返回蒙特雷要塞，在這段期間，第三軍負責訓練並組建新的師，並參加路易斯安那演習等四場軍級演習。
1944年8月23日，第三軍總部前往麻州邁爾斯·斯坦迪什營，9月5日部署到歐洲作戰區，一抵達法國瑟堡，就由約翰·米利金少將指揮，隸屬美國第九軍團，是奧馬爾·布雷德利第十二集團軍的一部分。第三軍總部設在諾曼第卡特雷，在六個星期內接收並處理抵達諾曼底海灘的第十二集團軍所有部隊，第三軍也參與執行紅球快遞，組織45個臨時卡車連在法國各地運送燃料和彈藥。

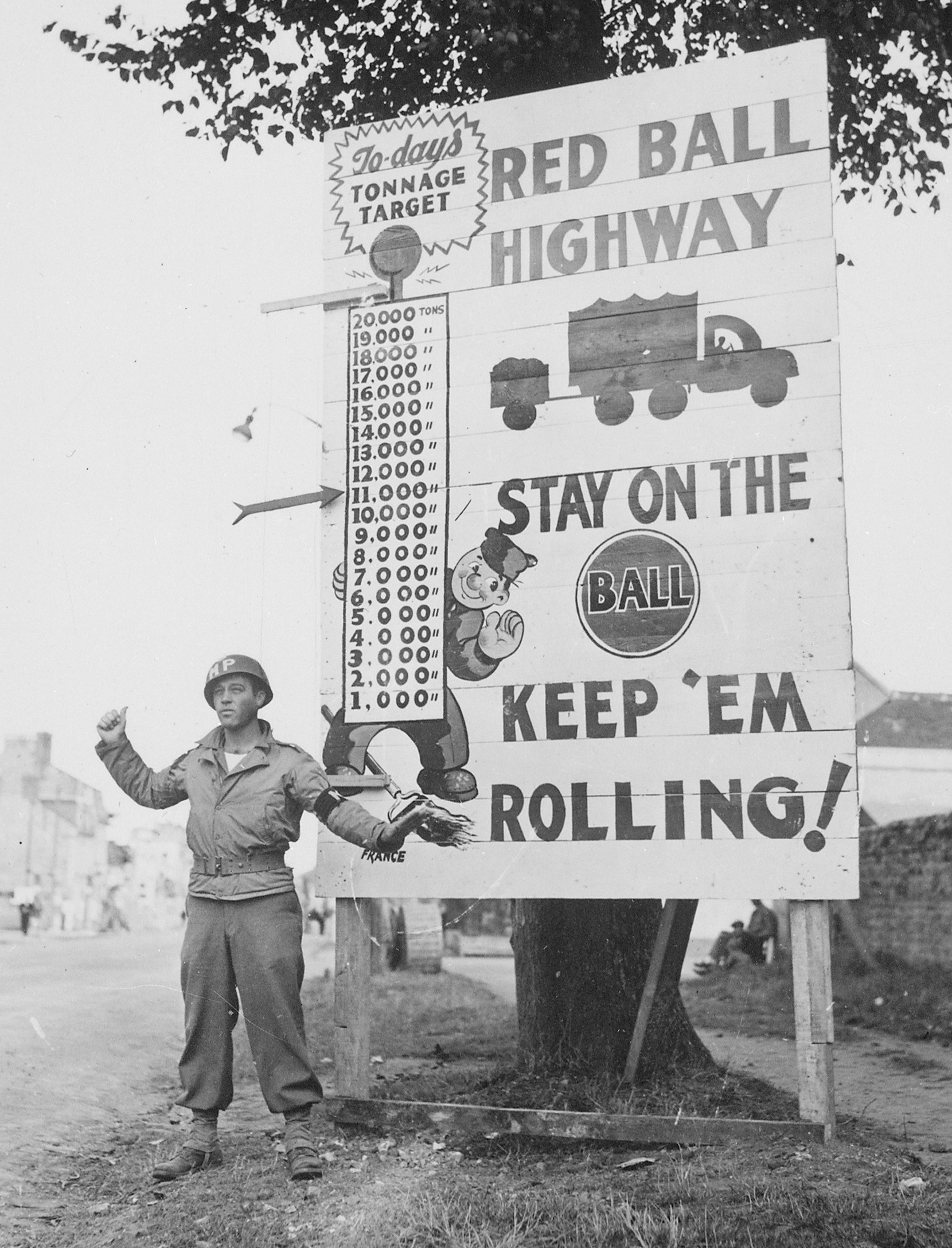
第三軍的紅球快遞。

1944年10月10日，第三軍被分配給喬治·巴頓第三軍團，準備投入戰鬥。第三軍第一場作戰是在梅斯地區攻打貞德堡，這是該地區最後的堡壘之一，於12月13日被第三軍攻佔。
1944年12月16日，德國在突出部之役中發動最後一次反攻，超過250,000名德軍在千輛坦克和突擊砲的支援下襲擊第三軍以北約64公里的第八軍防線。17日，第三軍團指揮官喬治·巴頓通知第三軍可能被命令支援第八軍，這時候的第三軍由第4裝甲師、第26步兵師、第80步兵師組成。22日，第三軍北移支援比利時巴斯托涅，向北推進出其不意地切斷德軍南翼。而第4裝甲師也成功抵達巴斯托涅，成功解救被包圍的第101空降師。在這次行動的前10天，第三軍解放包括巴斯托涅在內的100多個城鎮，這次行動也是阻止德國攻勢和盟軍向萊茵河進軍的關鍵。
第三軍向東北推進，1945年2月25日隸屬於第一軍團，越過魯爾河建立橋頭堡，使魯登道夫大橋於被第三軍旗下的第9裝甲師攻下，3月17日，第三軍指揮官由原第90步兵師指揮官詹姆斯·范佛里特少將接任。4月4日至5日，第三軍在第九軍團旗下參與魯爾包圍戰。4月下旬，第三軍穿越巴伐利亞向奧地利進攻。1945年5月2日，第三軍被命令在奧地利邊境的因河停下，德國於六天後投降，第二次世界大戰在歐洲結束。

### 冷戰時期
1951年3月15日，韓戰最激烈的時候，第三軍在加州羅伯特營重啟，11月移至麥克阿瑟堡。1954年4月，第三軍移至德克薩斯州胡德堡，同時作為一個指揮總部及執行單位參與許多重要演習，指揮第1裝甲師、第4裝甲師，主要任務是測試新的組織、裝備和戰術準則。1959年5月5日，第三軍再次被解編。
柏林危機使第三軍於1961年9月1日第三次重啟，美國需要一支可迅速部署的部隊來應對歐洲的局勢，第三軍重啟後立刻密集的訓練，1961年12月完成戰鬥準備。1962年2月，美國陸軍部指定第三軍為美國戰略集團軍旗下的一個單位。
在越南戰爭時期，第三軍監督超過137個單位的訓練和部署，包括第一野戰部隊和第二野戰部隊的參謀人員，以及40,000人的補充兵力。第三軍於1970年獲得特色單位徽章。
1973年7月，第三軍被分配給新成立的美國陸軍部隊司令部，在1970年代中後期，第三軍參加一系列美國陸軍訓練與準則司令部對組織和戰術概念的測試。例如1974年，美國陸軍在豪茲委員會的建議下決定創建一個空中騎兵戰鬥旅，將第1騎兵師第2旅改組成第6騎兵旅（空中戰鬥），並分配給第三軍，作為在現代戰場上使用攻擊直升機的新概念試驗平台。

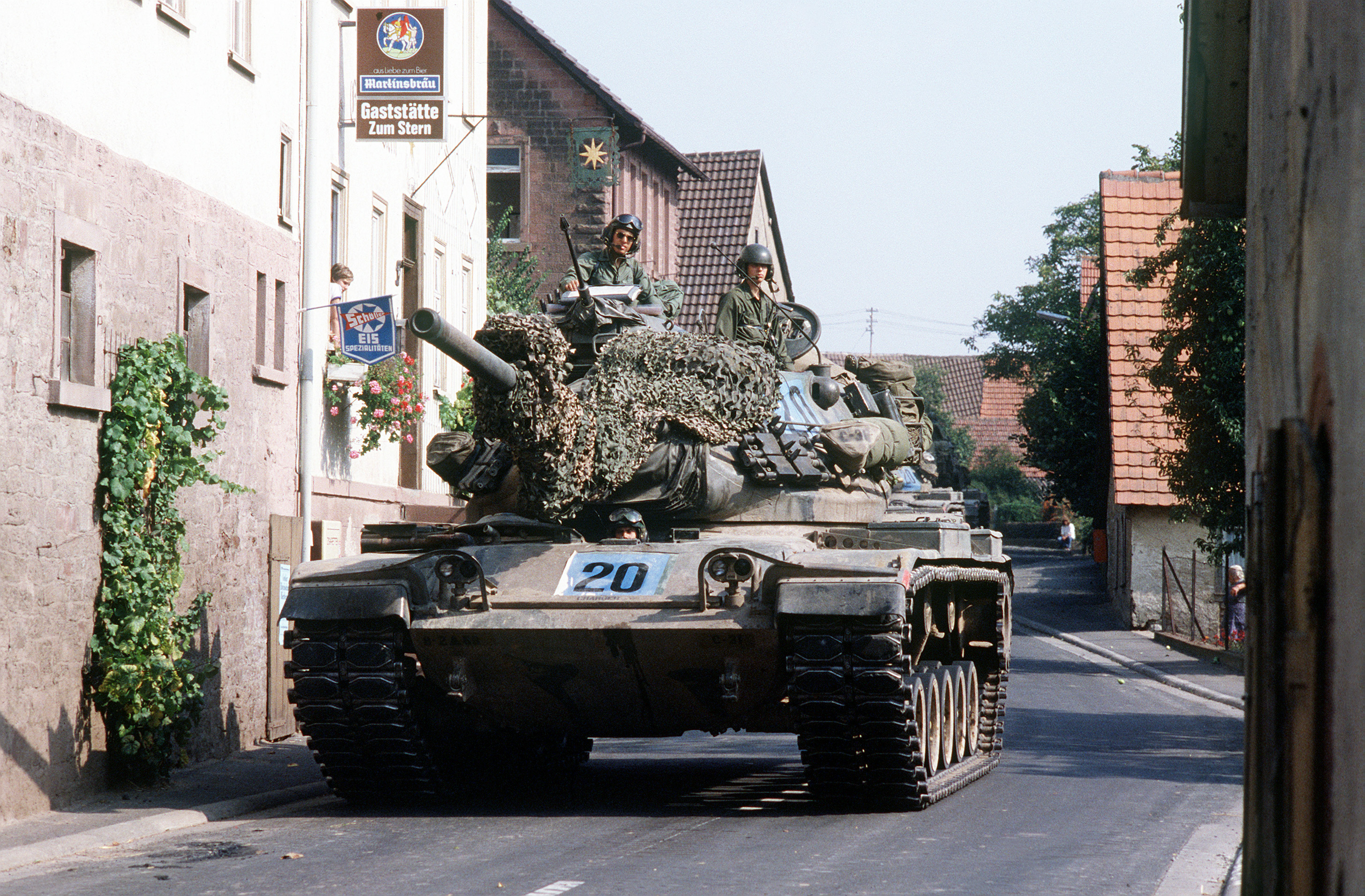
第三軍的戰車在德國村莊演習。

1980年代陸軍現代化，第三軍部隊引進許多新的組織和設備，包括M1艾布蘭戰車、M2布雷德利戰鬥車、AH-64阿帕契直升機、多管火箭系統和移動用戶設備。第三軍也每年執行返德者演習來展現大量部署軍隊到歐洲的能力，1987年，第三軍對德國進行美國自第二次世界大戰以來規模最大的歐洲部署，即返德者87號演習。

### 1990年以後
冷戰結束後，第三軍擔任美國陸軍主要反攻部隊，掌管執行常規進攻行動的重型部隊，而同等級的第十八空降軍則是負責緊急情況下的全球快速部署。。隨著美國陸軍的重新調整和幾個駐歐洲部隊的回歸，第三軍增加第1步兵師和第1裝甲師。
第三軍總部在2004年進行自第二次世界大戰後首次戰鬥部署，前往伊拉克參加伊拉克自由行動。第三軍領導伊拉克多國兵團，負責所有地面戰術指揮，應對叛亂以及伊拉克政治的變化。2005年1月將指揮權移交給第十八空降軍。另外第三軍長期參與一項交流計劃，任命一位加拿大陸軍軍官擔任第三軍副軍長，例如2005年的加拿大陸軍彼得·德夫林少將。
第三軍的軍屬砲兵在2006年9月8日裁撤。
2006年底，第三軍第二次前往伊拉克，接替第五軍擔任伊拉克多國兵團總部，任務與上次類似，穩定伊拉克的安全局勢。隨著部隊的增援，第三軍的規模變得最為龐大。這次部署於2008年初由第十八空降軍接替。
第三軍於2009年開始與韓國陸軍的一系列訓練計劃，包括關鍵決心行動，這是模擬重要且高強度作戰行動的高司演習，在南韓龍仁舉辦，旨在讓部隊熟悉在大規模常規戰爭中的指揮，而不是在兩次前往伊拉克期間採用的反叛亂作戰，第三軍在返回胡德堡後也進行類似的演習。

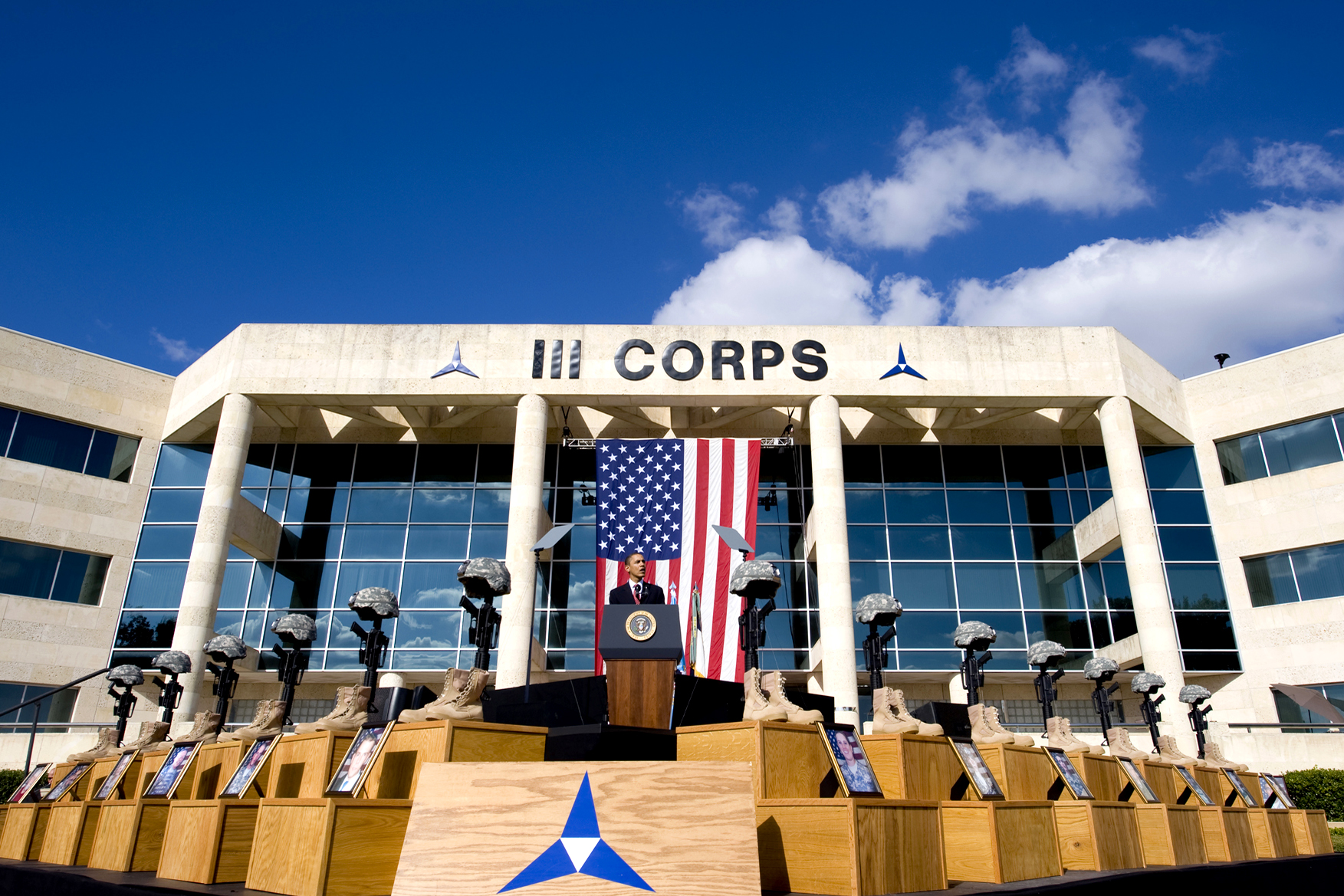
2009年11月11日，歐巴馬在第三軍的胡德堡總部哀悼13位死亡官兵。

2009年11月5日，胡德堡爆發大規模槍擊案造成13人死亡且30多人受傷，嫌犯為擔任精神科醫官的陸軍少校尼達爾·哈桑，雖然嫌犯是以聖戰主義為動機，但美軍官方將此事件定調為職場暴力而非恐怖攻擊。這起事件由第三軍善後，因為被殺的官兵都在第三軍的指揮系統之下。
2010年初，羅伯特·W·康恩中將率領第三軍第三次部署到伊拉克，接替第一軍成為成為駐伊拉克美軍的總部，與前兩次不同，第三軍負責監督美國部隊的縮減，加強訓練伊拉克安全部隊，為結束伊拉克自由行動以過渡到新黎明行動做準備。2011年初由第十八空降軍接替第三軍完成伊拉克的後續任務。
2011年8月5日，第三軍派兵前往韓國參加乙支自由衛士演習。
第三軍於2013年由馬克·麥利中將率領部署到喀布爾，取代第五軍，領導國際安全援助部隊聯合司令部，負責整個阿富汗的日常行動，在部署期間，第三軍監督美軍從超過80,000人的規模縮編至34,000人。2014年3月由第十八空降軍接替第三軍。
2015年9月22日，第三軍從美國中央陸軍接管聯合特遣部隊－堅決行動的指揮權，領導由60多個國家組成的聯軍打擊伊斯蘭國。第三軍在為期一年的部署期間解放25,000平方公里的土地，摧毀石油和天然氣設施以及現金儲存場所，培訓13,500多名伊拉克安全部隊成員。2016年8月21日由第十八空降軍接替。
2017年9月5日，第三軍從第十八空降軍接管聯合特遣部隊－堅決行動的指揮權。2018年9月13日由第十八空降軍接替。
2019年9月部署到伊拉克取代第十八空降軍參與聯合特遣部隊－堅決行動，2020年9月返回胡德堡。

## 組織

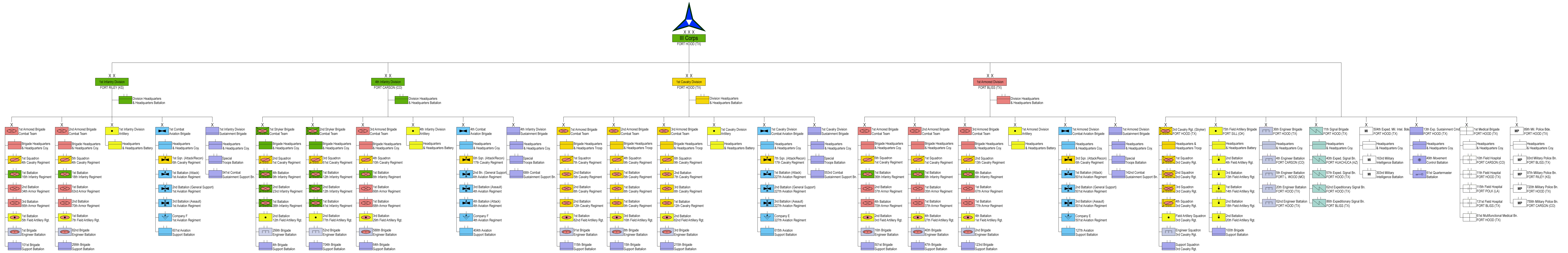
第三軍在2021年的組織結構。

- 第三軍
  - 總部與總部營
  - 第1步兵師
  - 第1騎兵師
  - 第1裝甲師
  - 第4步兵師
  - 第1醫療旅
  - 第11通信旅（英语：11th Signal Brigade (United States)）
  - 第36工兵旅
  - 第75野戰砲兵旅（英语：75th Field Artillery Brigade (United States)）
  - 第89憲兵旅
  - 第504軍事情報旅（英语：504th Military Intelligence Brigade）
  - 第3騎兵團
  - 特種部隊營
  - 第13維持司令部（遠征）（英语：13th Sustainment Command (Expeditionary)）

## 榮譽
第三軍在第一次世界大戰獲得五條參戰飄帶，第二次世界大戰獲得四條，反恐戰爭則在伊拉克獲得六條。另有三個單位嘉獎。

### 單位嘉獎
| 勳表 | 名稱           | 年分            | 成就                  |
| ---- | -------------- | --------------- | --------------------- |
|      | 功績單位嘉獎   | 2004年 - 2005年 | 在中亞執勤。          |
|      | 功績單位嘉獎   | 2010年 - 2011年 | 在中亞執勤。          |
|      | 聯合功績單位獎 | 2019年 - 2020年 | 在伊拉克/敘利亞執勤。 |

### 參戰飄帶
| 戰爭           | 飄帶        | 年分            |
| -------------- | ----------- | --------------- |
| 第一次世界大戰 | 埃納-馬恩河 | 1918年          |
| 第一次世界大戰 | 瓦茲-馬恩河 | 1918年          |
| 第一次世界大戰 | 默茲-阿戈訥 | 1918年          |
| 第一次世界大戰 | 香檳        | 1918年          |
| 第一次世界大戰 | 洛林        | 1918年          |
| 第二次世界大戰 | 諾曼第      | 1944年          |
| 第二次世界大戰 | 法國北部    | 1944年          |
| 第二次世界大戰 | 萊茵蘭      | 1945年          |
| 第二次世界大戰 | 歐洲中部    | 1945年          |
| 伊拉克自由行動 | 伊拉克過渡  | 2003年 - 2004年 |
| 伊拉克自由行動 | 伊拉克統治  | 2004年 - 2005年 |
| 伊拉克自由行動 | 國家決議    | 2005年 - 2007年 |
| 伊拉克自由行動 | 伊拉克增兵  | 2007年 - 2008年 |
| 伊拉克自由行動 | 伊拉克主權  | 2009年 - 2010年 |
| 伊拉克自由行動 | 新黎明      | 2010年 - 2011年 |

### 書目
- Fort Hood MWR.  (PDF). 2018  [2021-07-15]. （原始内容 (PDF)存档于2021-06-24） （英语）.
- Wilson, John B. . Center of Military History, U.S. Army. 1987. OCLC 15018137.
- Stewart, Richard W.  [Textbook version]. Washington, D.C.: Center of Military History, U.S. Army. 2005. ISBN 0-16-072362-0. OCLC 60767166.
- Axelrod, Alan. . Palgrave Macmillan. 2006. ISBN 978-1-4039-7139-5.

## 外部連結
- 官方網站 （页面存档备份，存于）